# 鹽町
鹽町（印尼語：Kali Asin；客家話：Jam Thang）是印度尼西亞西加里曼丹省山口洋市南山口洋區亞答港村的一個傳統地區名稱，為當地有歷史性的華人村莊之一，地名由來出自於以前該地方是一個鹽田而命名，大多數居此地的人為鹽農。